# Александар Спасић
Александар Саша Спасић (Београд, 8. април 1967) српски je диригент, композитор, оперски редитељ и педагог.

## Биографија
Рођен је 1967. у Београду где је завршио нижу Музичку школу Даворин Јенко и Средњу Музичку школу Станковић, одсек теорије музике. Студирао је дириговање на Факултету музичке уметности у Београду код Антона Колара, а потом код Јована Шајновића, код кога је и дипломирао 1996, а потом и магистрирао 2001. године са оперском представом Тајни брак Доменика Чимарозе. На Академији уметности „БК“ у Београду дипломирао је оперску режију код Младена Сабљића и Гордана Драговића са поставком другог чина Вагнеровог Холанђанина на Малој сцени Народног позоришта у Београду.

## Каријера
У периоду од 1991. до 1994. године Александар Спасић је предавао у Музичкој школи Станковић (дириговање, хор), на Богословији Свети Сава (основи музике и хор) и на Академији уметности у Приштини (дириговање, хор, свирање партитура). Године 2006. изабран је у звање доцента за предмет Оперски студио и глума на Филолошко-уметничком факултету Универзитета у Крагујевцу. Крајем 2015. године именован је за ванредног професора у ужој уметничкој области Режија (оперски студио и оперска глума) на истом факултету. 
На сцени Опере и театра Мадленианум, од њеног оснивања до 2007. године, Саша Спасић је дириговао опере Сињор Брускино Росинија, Тајни брак Чимарозе, Мудрицу Карла Орфа, Тако чине све Моцарта и Хофманове приче Офенбаха.
Као хорски диригент, Спасић је остварио бројне турнеје и освојио бројне награде и признања. Дириговао је јеврејским хором „Браћа Барух“ (1987-1989 и 2003-2004), хором „Београдски мадригалисти“ (2005-2007), певачким друштвом „Мокрањац“ (1988-2000). Основао је први дечји црквени хор „Растко“ при Храму Светога Саве 1991. и вокални ансамбл „Октоих“ 2000. године. Сарађивао је са неколико камерних оркестара, као и са скоро свим домаћим симфонијским оркестрима. Компоновао 8 композиција и урадио 25 аранжмана, који су заштићени у СОКОЈ-у.

#### Струковна друштва
- УМУС, Органи
- УДУС, Александар Спасић
- Театар Србија, Александар Саша Спасић
- Синдикат оперских уметника

#### Хорови
- Октоих, Александар Спасић
- Мокрањац, Александар Спасић
- Београдски мадригалисти, диригенти Архивирано на веб-сајту  (12. септембар 2012)
- Друга награда на Фестивалу у Анкари[мртва веза]
- Фестивал у Олбији, Сардинија (Италија)
- Интернационални фестивалу у Крагујевцу

#### Оркестри
- Нишки симфонијски оркестар, 25. april 2013.
- 42. Бемус, Краљевски гудачи
- Политика, Аплаузи за Краљевске гудаче
- РТС, Концерт у част Миланског едикта

#### Опере
- Глас Јавности, архива, 14. фебруар 2000. Архивирано на веб-сајту  (21. фебруар 2014)
- Тајни брак
- Насиље над Лукрецијом
- Сињор Брускино
- Мудрица
- Тако чине све
- Хофманове приче